# Naissance en 1135
Naissance
- 1131
- 1132
- 1133
- 1134
- 1135
- 1136
- 1137
- 1138
- 1139

Cette page dresse une liste de personnalités nées au cours de l'année 1135 :
- 28 ou 30 mars : Moïse Maïmonide, à Cordoue, médecin et philosophe juif.

- Adachi Morinaga, guerrier du clan Adachi qui combat pour Minamoto no Yoritomo face au clan Taira lors de la guerre de Gempei.
- Chrétien de Troyes, poète français.
- Gautier de Châtillon,  dit aussi Philippe Gautier de Châtillon ou Gautier de Ronchin ou Gaultier de Lille, poète français.
- Geoffroy III de Mayenne, seigneur de Mayenne.
- Guillaume aux Blanches Mains, cardinal français, archevêque de Reims.
- Hermann IV de Bade, margrave de Bade et margrave titulaire de Vérone.
- Minamoto no Yoshishige, fondateur de la branche familiale Nitta du clan de samouraï Minamoto.
- Naré Maghann Konaté, roi du Manding (actuel Guinée).
- Conrad Ier du Palatinat, comte palatin du Rhin.
- Rotrou IV du Perche, comte du Perche.
- Sharaf al-Dīn al-Tūsī, Sharaf al-Dīn al-Muẓaffar ibn Muḥammad ibn al-Muẓaffar al-Ṭūsī, mathématicien perse.

date incertaine (vers 1135)
- Al-Rakuniyya,  poétesse andalouse.
- Bertram III de Verdun, chevalier anglo-normand.
- Pierre de Blois, poète et diplomate français.
- Hugues II de Rodez, comte de Rodez, vicomte en partie de Carlat et de Creyssels, vicomte de Lodève.
- Raoul de Zähringen, évêque de Mayence et prince-évêque de Liège.
- Zhu Shuzhen, poétesse chinoise de l'époque de la dynastie Song.

## Crédit d'auteurs
- Cet article est partiellement ou en totalité issu de l'article intitulé « 1135 » (voir la liste des auteurs).